# Skrîhove, Horohiv
Skrîhove (în ucraineană Скригове) este localitatea de reședință a comunei Skrîhove din raionul Horohiv, regiunea Volînia, Ucraina.

## Demografie
Componența lingvistică a localității Skrîhove
     Ucraineană (99,5%)
     Alte limbi (0,5%)
Conform recensământului din 2001, majoritatea populației localității Skrîhove era vorbitoare de ucraineană (99,5%), existând în minoritate și vorbitori de alte limbi.